# 9e cérémonie des prix Feroz
La 9e cérémonie des Prix Feroz (ou Premios Feroz), organisée par l'Asociación de Informadores Cinematográficos de España, se déroule le 29 janvier 2022 à Saragosse et récompense les films et séries sortis en 2021.
Le film Maixabel de Icíar Bollaín remporte les prix du meilleur film dramatique et du meilleur acteur dans un second rôle pour Urko Olazabal. Le film El buen patrón de Fernando León de Aranoa remporte les prix de la meilleure comédie, du meilleur scénario et du meilleur acteur pour Javier Bardem,.

## Palmarès

### Cinéma

#### Meilleur film dramatique
- Maixabel de Icíar Bollaín
  - Espíritu sagrado de Chema García Ibarra
  - Libertad de Clara Roquet
  - Madres paralelas de Pedro Almodóvar
  - En décalage (Tres) de Juanjo Giménez

#### Meilleure comédie
- El buen patrón de Fernando León de Aranoa
  - Chavalas de Carol Rodríguez Colás
  - El Cover de Secun de la Rosa
  - Six Jours à Barcelone (Sis dies corrents) de Neus Ballús
  - Un efecto óptico  de Juan Cavestany

#### Meilleur réalisateur
- Rodrigo Cortés pour El amor en su lugar
  - Pedro Almodóvar pour Madres paralelas
  - Icíar Bollaín pour Maixabel
  - Fernando León de Aranoa pour El buen patrón
  - Clara Roquet pour Libertad

#### Meilleur scénario
- Fernando León de Aranoa pour El buen patrón
  - Rodrigo Cortés et David Safier  pour El amor en su lugar
  - Clara Roquet pour Libertad
  - Icíar Bollaín et Isa Campo pour Maixabel
  - Juanjo Giménez pour En décalage (Tres)

#### Meilleur acteur
- Javier Bardem pour El buen patrón
  - Roberto Álamo pour Josefina
  - Ricardo Gómez pour El sustituto
  - Eduard Fernández pour Mediterráneo
  - Luis Tosar pour Maixabel

#### Meilleure actrice
- Petra Martínez pour La vida era eso
  - Tamara Casellas pour Ama
  - Penélope Cruz pour Madres paralelas
  - Marta Nieto pour En décalage (Tres)
  - Blanca Portillo pour Maixabel

#### Meilleur acteur dans un second rôle
- Urko Olazabal pour Maixabel
  - Celso Bugallo pour El buen patrón
  - Pere Ponce pour El sustituto
  - Chechu Salgado pour Les Lois de la Frontière
  - Manolo Solo pour El buen patrón

#### Meilleure actrice dans un second rôle
- Aitana Sánchez-Gijón pour Madres paralelas
  - Almudena Amor pour El buen patrón
  - Anna Castillo pour La vida era eso
  - Milena Smit pour Madres paralelas
  - Carolina Yuste pour Chavalas

#### Meilleure musique originale
- Alberto Iglesias pour Madres paralelas
  - Víctor Reyes pour El amor en su lugar (es) 
  - Zeltia Montes pour El buen patrón
  - Vetusta Morla pour La hija
  - Alberto Iglesias pour Maixabel

#### Meilleure bande annonce
- Miguel Ángel Trudu pour La abuela
  - Maurits Malschaert et Mick Aerts pour El buen patrón
  - Miguel Ángel Sanantonio pour Les Lois de la Frontière
  - Alberto Leal pour Madres paralelas
  - Rafa Martínez pour Maixabel

#### Meilleure affiche
- Javier Jaén pour Madres paralelas
  - Octavio Terol et Jorge Alvariño pour La abuela
  - Beatriz Riber et Santiago Cubides pour Destello bravío
  - Pablo Sánchez pour Dos
  - Jordi Trilla pour Libertad

### Télévision

#### Meilleure série dramatique
- Cardo
  - La Fortuna
  - Hierro
  - Scary Stories (Películas para no dormir)
  - El tiempo que te doy

#### Meilleure série comique
- Venga Juan
  - Maricón perdido
  - Reyes de la noche
  - Vida perfecta

#### Meilleur acteur
- Javier Cámara pour Venga Juan

#### Meilleure actrice
- Ana Rujas pour Cardo

#### Meilleur acteur dans un second rôle
- Enric Auquer pour Vida perfecta

#### Meilleure actrice dans un second rôle
- Aitana Sánchez-Gijón pour Madres paralelas de Pedro Almodóvar, dans le rôle de Teresa Ferreras[3]

### Prix Feroz d'honneur
- Cecilia Bartolomé